# Васильевка (Воловский район)
Васи́льевка — село в Воловском районе Липецкой области России. Административный центр Васильевского сельсовета.

## География
Село находится в юго-западной части Липецкой области, в лесостепной зоне, в пределах восточных отрогов Среднерусской возвышенности, к западу от реки Олым, на расстоянии примерно 8 км (по прямой) к юго-востоку от села Волово, административного центра района. Абсолютная высота — 185 м над уровнем моря.
Климат умеренно континентальный с теплым летом и умеренно морозной зимой.
Часовой пояс
Село Васильевка, как и вся Липецкая область, находится в часовой зоне МСК (московское время). Смещение применяемого времени относительно UTC составляет +3:00.

## Население
| 2010 | 2012 |
| ---- | ---- |
| 590  | ↗600 |

Гендерный состав
По данным Всероссийской переписи населения 2010 года в гендерной структуре населения мужчины составляли 46,4 %, женщины — соответственно 53,6 %.
Национальный состав
Согласно результатам переписи 2002 года, в национальной структуре населения русские составляли 96 %.

## Улицы
- ул. Заречная,
- ул. Молодёжная,
- ул. Олега Лоськова,
- ул. Парковая,
- ул. Центральная[6].

|}

## Инфраструктура
В селе функционируют филиал средней школы деревни Верхнее Чесночное, детский сад, центр культуры и досуга, фельдшерско-акушерский пункт и отделение Почты России.

## Известные уроженцы
- Лоськов, Олег Вячеславович (1981—2004) — российский военнослужащий, прапорщик.